# Mistrzostwa Świata w biegu na 100 km 1994
8. Mistrzostwa Świata w biegu na 100 km 1994 – zawody lekkoatletyczne, które odbyły się 26 czerwca 1994 w Yubetsu, Japonia.

## Medaliści
|                         | 1. miejsce                                                         | Rezultat | 2. miejsce                                                             | Rezultat | 3. miejsce                                                                   | Rezultat |
| Mężczyźni indywidualnie | Aleksei Volgin                                                     | 6:22:43  | Jarosław Janicki                                                       | 6:23:34  | Kazimierz Bak                                                                | 6:24:29  |
| Mężczyźni drużynowo     | Niemcy 1. Kazimierz Bak · 2. Lutz Aderhold · 3. Michael Sommer     | 20:07:01 | Japonia 1. Eiji Nakagawa · 2. Narihisa Kojima · 3. Yoshio Deguchi      | 20:09:59 | Stany Zjednoczone 1. Thomas Johnson · 2. Rich Hanna · 3. Bryan Hacker        | 20:22:45 |
| Kobiety indywidualnie   | Valentina Shatiaeva                                                | 7:34:58  | Trudi Thomson                                                          | 7:42:17  | Irina Petrova                                                                | 7:46:35  |
| Kobiety drużynowo       | Rosja 1. Valentina Shatiaeva · 2. Irina Petrova · 3. Elena Maskina | 23:08:26 | Francja 1. Isabelle Olive · 2. Huguette Jouault · 3. Danielle Geoffroy | 24:06:07 | Wielka Brytania 1. Trudi Thomson · 2. Carolyn Hunter-Rowe · 3. Sylvia Watson | 24:12:07 |

## Reprezentacja Polski

### Mężczyźni
| Miejsce | Zawodnik         | Klub               | Rezultat |
| 2.      | Jarosław Janicki | MKS Hermes Gryfino | 6:23:34  |
| 5.      | Andrzej Magier   | LKS Zorza Gdynia   | 6:32:19  |